# 田中千穂子
田中 千穂子（たなか ちほこ、1954年 - ）は、日本の心理学者、臨床心理士。東京大学大学院教育学研究科臨床心理学コース教授や、学習院大学文学部心理学科教授を務めた。

## 人物・経歴
東京都生まれ。1978年横浜国立大学教育学部卒業。1980年東京都立大学大学院人文科学研究科修士課程心理学専攻修了。1983年東京都立大学大学院人文科学研究科博士課程心理学専攻満期退学。1990年文学博士。1997年東京大学大学院教育学研究科教育心理学コース講師。2000年東京大学大学院教育学研究科教育心理学コース助教授。2004年東京大学大学院教育学研究科臨床心理学コース発達臨床心理学分野教授。2011年花クリニック臨床心理士。2016年学習院大学文学部心理学科教授。2021年引退。専門は臨床心理学。

## 著書
- 『母と子のこころの相談室 : "関係"を育てる心理臨床』医学書院 1993年
- 『ひきこもり : 「対話する関係」をとり戻すために』サイエンス社 1996年
- 『乳幼児心理臨床の世界 : 心の援助専門家のために』山王出版 1997年
- 『子育て不安の心理相談』大月書店 1998年
- 『受験ストレス : 挫折・ひきこもりと家族の課題』大月書店 2000年
- 『ひきこもりの家族関係』講談社+α新書 2001年
- 『心理臨床への手びき : 初心者の問いに答える』東京大学出版会 2002年
- 『こころのバランスが上手にとれないあなたへ』講談社 2004年
- 『発達障害の心理臨床 : 子どもと家族を支える療育支援と心理臨床的援助』（栗原はるみ・市川奈緒子との共編）有斐閣 2005年
- 『プレイセラピーへの手びき : 関係の綾をどう読みとるか』日本評論社 2011年
- 『関係を育てる心理臨床 : どのようにこころをかよわせあうのか専門家への手びき』日本評論社 2021年
- 『障碍の児のこころ : 関係性のなかでの育ち』出版舎ジグ 2021年